# Rhytisma itatiaiae
Rhytisma itatiaiae är en svampart som beskrevs av Rehm 1896. Rhytisma itatiaiae ingår i släktet Rhytisma och familjen Rhytismataceae.   Inga underarter finns listade i Catalogue of Life.